# 博愛路 (臺北市)
25°02′44″N 121°30′33″E / 25.0456658°N 121.5090833°E

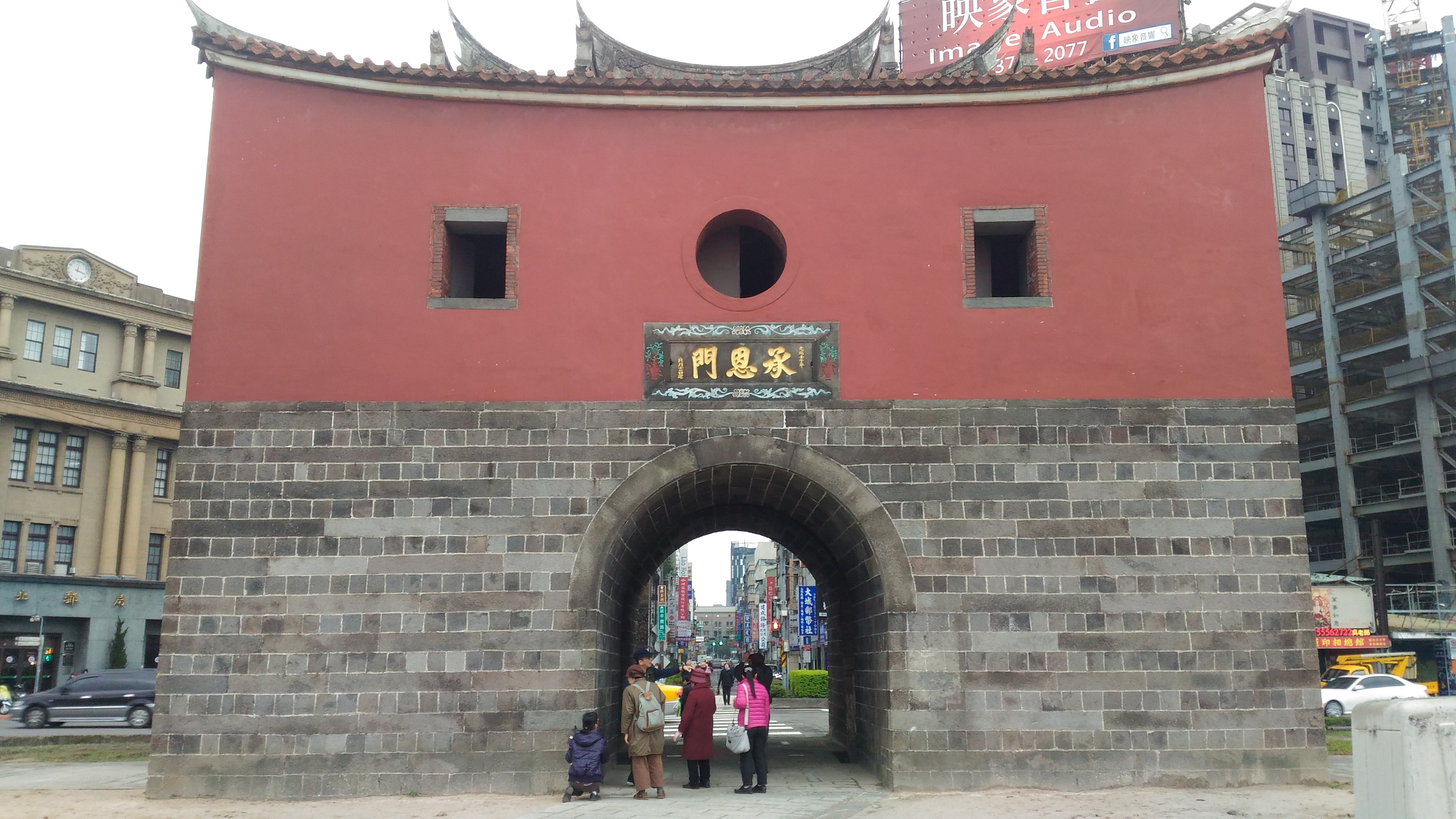
博愛路盡頭的台北城北門

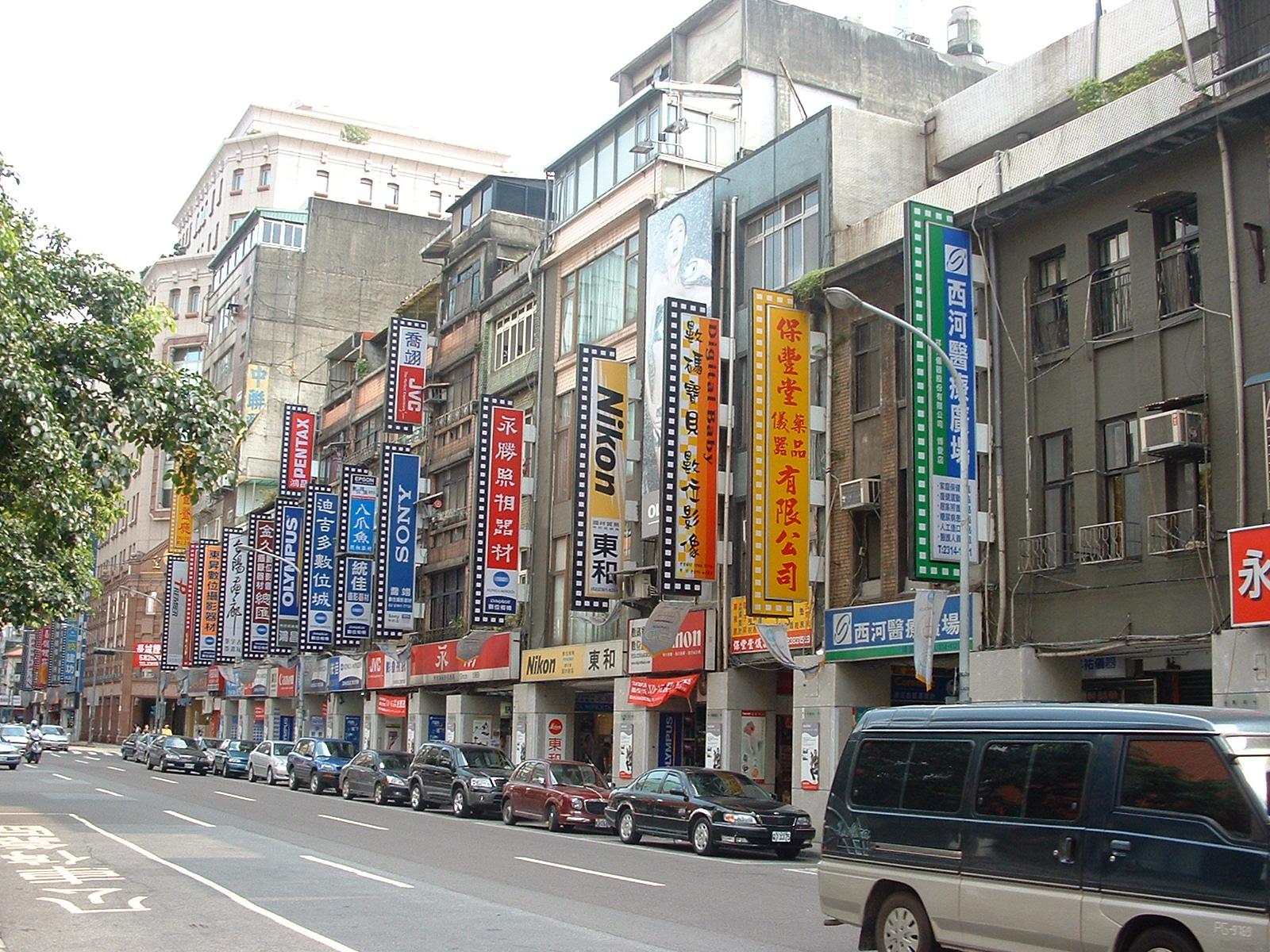
今日台北市博愛路的街景

博愛路是位在台灣台北市中正區的一條街道，今日多被俗稱為「相機街」或「攝影器材專賣街」，附近的漢口街也是以攝影器材商家的聚集而聞名，兩街又合稱為「博漢區」。因為博愛路的路口為過去台北府城北門位置，所以此區也被稱為「北門相機街」，屬城內商圈之一部份。

## 台北府城到台北市都

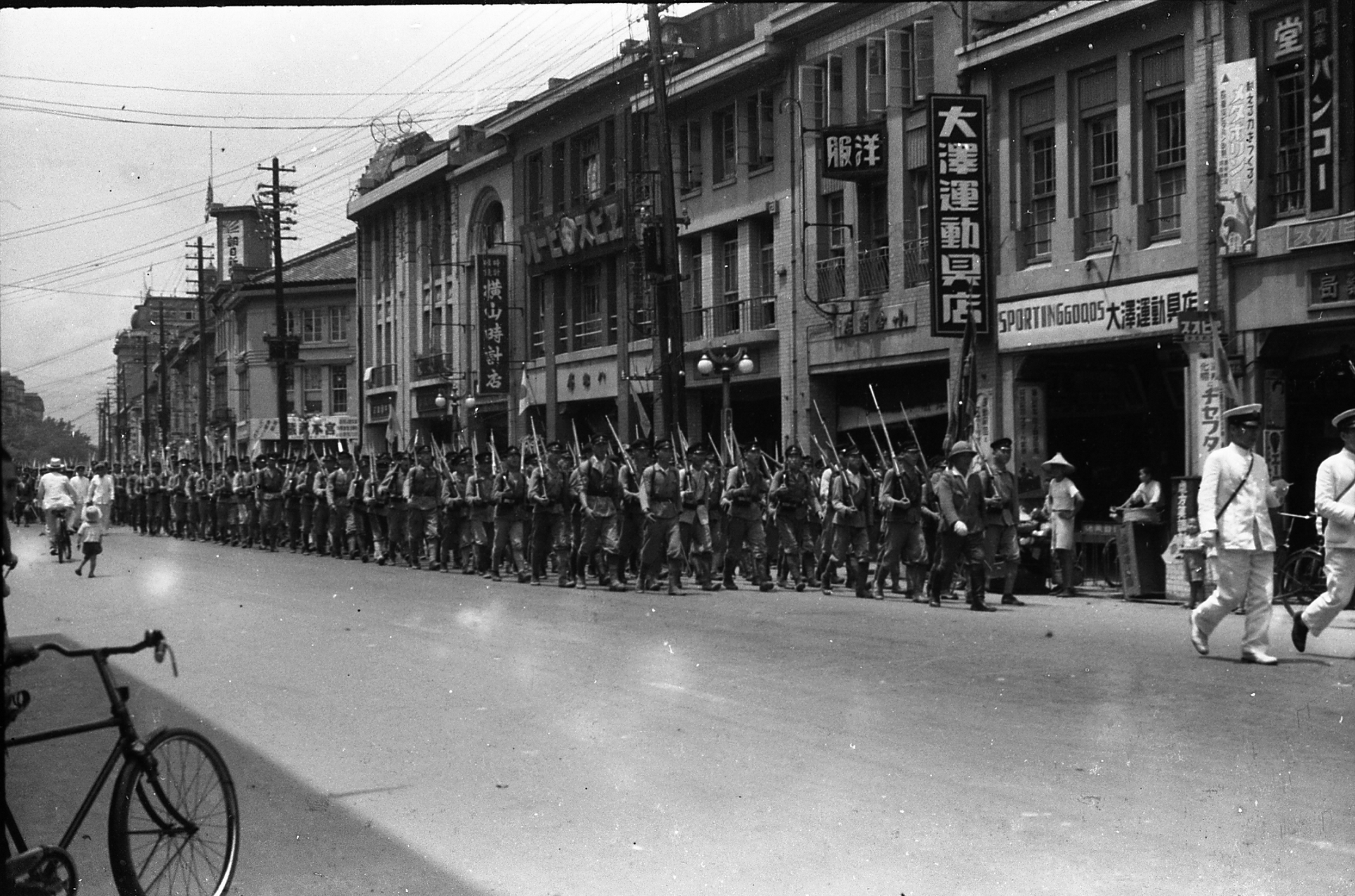
日治時期的京町（今博愛路）

博愛路這條道路早在1880年（光緒六年）就已經開闢，不過當時並沒有路名，且台北也尚未建城。台北建城後，該街的路口正對著北門，因此被命名為「北門街」；然而也因為北門街是當時清朝官員進入台北府城後的第一條街道，所以也是台北府城內最早繁榮興盛的街道之一。1895年，從北門進入台北市的日軍，首先經過的街道也是北門街。
到了日治時期的1922年（大正十一年），博愛路一帶依據日本政府的町名改正被稱為「京町」，並在1925年（大正十四年）後開始大幅改建此處的街道建築，改成具文藝復興風格的設計，這也是今日該區仍保有諸多古蹟等級建物的一項原因，例如台北郵局等。而博愛路則是在戰後才改的名稱。

## 需求與地利逐漸成形
博愛路之所以會成為相機街，其實有其地緣因素與都市機能需求。博愛路除了接鄰台北城內的各政府辦公機構與報社外，也與台北火車站相當靠近，如此的形勢構成了往後攝影器材商家進駐的絕佳位置與吸引條件。到了今日，博愛路一帶已開設了約五十家的攝影器材店。
除了政府機構及火車交通外，另一個促成攝影專賣街的要素是附近的台北中山堂，中山堂為當時台北市較大的公眾活動中心，許多民間文化活動都在該處舉辦，而活動也需要拍攝存影留念，如此也就強化博愛路在攝影用品上的就近服務倚賴。一直到台北國父紀念館落成後，民眾才有比中山堂更大的文化活動舉辦場所。

## 影音相漸融合

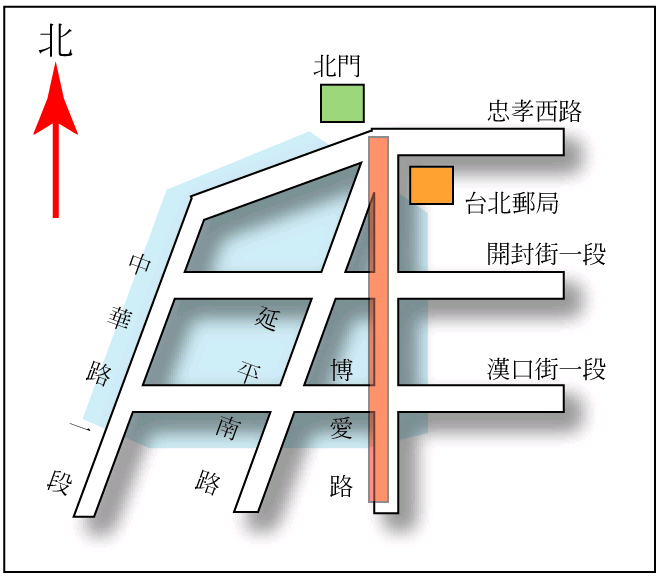
博愛路簡要地圖

若說博愛路是靜態攝影的商店街，那麼與博愛路僅隔一條延平南路的中華路則是音響的專賣集散地。與博愛路類似的，中華路聚集了數十家的音響店家，由於群聚效應使博愛路包辦了消費性攝影與專業攝影等產品，而中華路也同樣包辦了消費性音響與專業音響的供應，再加上漢口街，如此形成了一個三角區域。
在這三角區域內，由於科技的不斷進步，靜態攝影也逐漸跨足延伸到動態錄像，使博愛路、漢口街一帶也開始提供消費性錄影、專業錄影等相關設備，而音響也逐漸走向影音合一的共享共娛新趨勢，所以在這個區域內，已經逐漸走向靜態影像、動態影像、聲光影音、專業與消費性等共融的一體性消費區。

## 歷史建築
- 博愛路2號街屋
- 博愛路4、6、8號店屋
- 博愛路7號店屋
- 博愛路93號店屋
- 博愛路116號店屋
- 博愛路132號店屋
- 菊元百貨（148、150號）
- 帝國生命會社舊廈（162號）
- 原臺灣總督府電話交換局（168號，中華電信博愛路服務中心）

## 沿線設施
- 中華郵政臺北郵局博愛路大樓
- 國際電化大樓（57號，國際電化商品總部）
- 邱氏鼎食品（大黑松小倆口）總部（99號）
- 臺北市政府警察局中正第一分局博愛路派出所（119號）
- 國防部憲兵指揮部憲兵二一一營（123號）
- 臺灣高等法院刑事庭大廈（127號）
- 臺灣臺北地方法院、臺灣臺北地方檢察署（131號）
- 臺灣美國事務委員會（133號）
- 國防部博愛大樓（164、166號）
- 法務部廉政署(166號)
- 中華郵政國史館郵局（168號之1）
- 全民防衛動員署後備指揮部、臺北市後備指揮部、國防安全研究院（172號，國防部忠愛營區）

## 外部連結
- 台北相機街 （页面存档备份，存于） （繁體中文）